# Сучасний патерик
«Сучасний патерик. Читання для тих, що впали в зневіру (рос. Современный патерик. Чтение для впавших в уныние») — твір російської письменниці Майї Кучерської. Вперше побачило світ у 2004 році в російському журналі «Знамя». У 2005 році вийшло окремою книжкою у видавництві «Время». Згодом книга неодноразово перевидавалася і незмінно мала популярність у читача. 
Являє собою збірник невеликих історій (патерик) з сучасного життя Російської православної церкви. Основними дійовими особами недовгих сюжетів є церковнослужителі, мешканці монастирів, прихожани і люди, що мають відношення до православ'я. 
Книга, несподівано для самої письменниці, викликала широкі дискусії і дуже неоднозначну реакцію читачів і критики. Розмаїття думок про твір — від захоплення стилем і змістом: 
«Книжка її — стильна, художня, тому анітрохи не дидактична, хоча дуже й дуже повчальна — для охочих вчитися».
до повного заперечення: 
«Ніколи ще так не шкодував про втрачений час, як після прочитання книги Майї Кучерської «Читання для тих, що впали в зневіру. Сучасний патерик ». … Але це вона хіхікає, а ми-то плачемо! Над лжестарцямі і над младостарцямі, над нудотною «православною дитячою літературою», над одуреними «ІНН-компанією», над «ревнує не по Розуму» і над «теплохладних розумниками». Для нас-то все це серйозно, більш ніж серйозно, і нестерпно нам чути, як хтось над усім цим потішається!».
При цьому, зі слів автора, в православному середовищі думки про книгу також досить неоднакові.

## Нагороди
- 2006 рік — російська Бунінська премія